# Abhandlungen herausgegeben vom Naturwissenschaftlichen Vereine zu Bremen
Abhandlungen herausgegeben vom Naturwissenschaftlichen Vereine zu Bremen (abreviado Abh. Naturwiss. Vereine Bremen) es una revista ilustrada con descripciones botánicas que es editada en Alemania. Comenzó su publicación en el año 1866.